# عدنان كوجيك
عدنان كوجيك (بالسويدية: Adnan Kojic)‏ هو لاعب كرة قدم سويدي في مركز الدفاع، ولد في 28 أكتوبر 1995 في السويد. لعب مع نادي نورشوبينغ.

## وصلات خارجية
- عدنان كوجيك على موقع اتحاد السويد (السويدية)
- عدنان كوجيك على موقع قاعدة بيانات كرة القدم.إي يو (الإنجليزية)
- عدنان كوجيك على موقع Soccerway.com (الإنجليزية)